# Conducto pudendo
El conducto pudendo (también llamado canal de Alcock o canal pudendo) es una estructura anatómica situada en la pelvis, a través de la cual pasan la arteria pudenda interna, la vena pudenda interna, el nervio pudendo y el nervio del músculo obturador interno.

## Estructura
El conducto pudendo está formado por la fascia del músculo obturador interno.
En su interior se encuentran
- Arteria pudenda interna,
- Vena pudenda interna
- Nervio pudendo.
- Nervio del músculo obturador interno

Estos elementos cruzan la superficie pélvica del músculo obturador interno.

## Imágenes adicionales

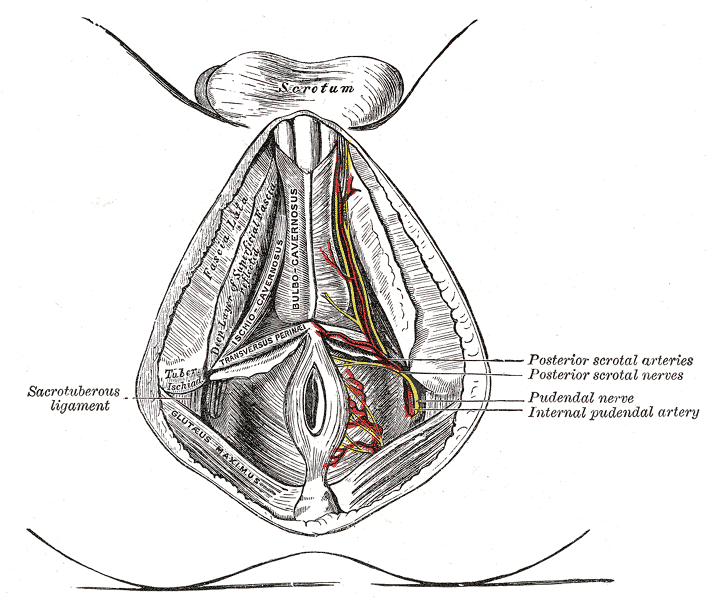
Ramas superficiales de la arteria pudenda interna (el conducto no aparece nombrado, pero aparecen el nervio y la arteria pudenda interna nombrados abajo a la derecha